# Пярну-Яагупиский район
Пя́рну-Я́агупиский район — административно-территориальная единица в составе Эстонской ССР, существовавшая в 1950—1959 годах. Центр — Пярну-Яагупи. Площадь района в 1955 году составляла 958,4 км².

## История
Пярну-Яагупиский район был образован в 1950 году, когда уездное деление в Эстонской ССР было заменено районным. В 1952 году район был включён в состав Пярнуской области, но уже в апреле 1953 года в результате упразднения областей в Эстонской ССР район был возвращён в республиканское подчинение.
В 1959 году Пярну-Яагупиский район был упразднён.

## Административное деление
В 1955 году район включал 1 посёлок городского типа (Пярну-Яагупи) и 5 сельсоветов: Ареский, Велизеский, Вигалаский, Киви-Вигалаский, Халингаский.